# 1.8.7
جوردانا لسِسنه (انگلیسی: Jordana LeSesne) با نام هنری ۱٫۸٫۷ تهیه‌کننده، موسیقی‌دان، دی‌جی اهل ایالات متحده آمریکا است. وی از سال ۱۹۹۵ میلادی تاکنون مشغول فعالیت بوده‌است.